# Stejărișu, Sibiu
Stejărișu, colocvial Proștea, Proști (în dialectul săsesc Priusterf, Pristref, în germană Probstdorf, în trad. "Satul Prepozitului", în maghiară Prépostfalva), este un sat în comuna Iacobeni din județul Sibiu, Transilvania, România. Se află în partea de est a județului.

## Istoric
Denumirea originară germană Probstdorf înseamnă satul prepozitului . Numele indică apartenența satului la prepozitul de Sibiu, fapt atestat încă din 1223, într-un document ce reprezinta prima menționare istorică a localității.

## Biserica Evanghelică-Lutherană
Mica  biserică-sală, cu un cor  poligonal și cu o navă dreptunghiulară, a fost ridicată în mijlocul satului în secolul al XIV-lea. Din ea s-au păstrat doar pereții longitudinali ai navei. O dată cu fortificarea bisericii, care a avut loc în jurul anului 1500, a fost construit în capătul ei vestic un donjon, la fel cum s-au înălțat și altele, tot pe atunci, în satele învecinate.

## Fortificația
Pe la începutul secolului al XVI-lea a fost ridicată și incinta din jurul bisericii, în forma unui traseu poligonal neregulat. Ulterior, incinta a fost dublată aproape în totalitate, excepție făcând partea sudică. În timpul refacerilor din 1860, incinta interioară a fost demolată, iar materialul rezultat a fost folosit la mărirea bisericii.

## Imagini

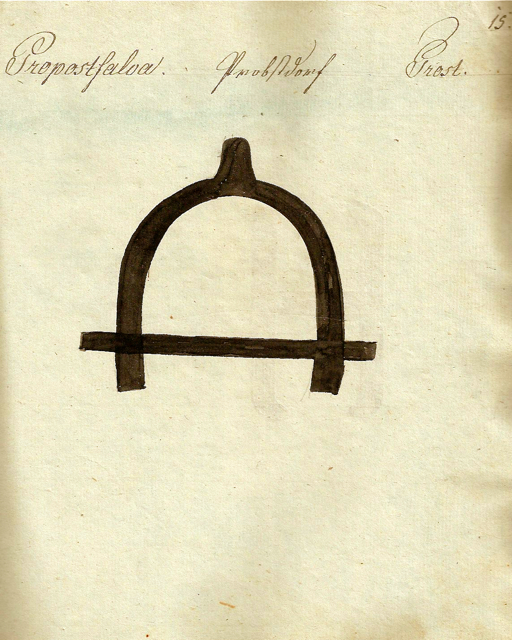
1826 - Danga pentru vite
- Biserica fortificată